# Beekbergen
Beekbergen (Nedersaksisch: Bekbargen of Beekbargen) is een dorp en voormalige gemeente in de Gelderse gemeente Apeldoorn. Het dorp, dat op de rand van de Veluwe en net ten zuiden van de plaats Apeldoorn ligt, wordt buiten de bebouwde kom gedomineerd door bossen in het zuidwesten en landbouwgrond in het noordoosten. Buiten de bebouwde kom bevindt zich naast de buurtschap Engeland een aantal bungalowparken, campings en hotels en daarnaast ook verscheidene verzorgings-/verpleegtehuizen, o.a. de Vier Dorpen en Het Zonnehuis (Zorggroep Apeldoorn) en een daklozenopvang, genaamd Het Hoogeland. Op 1 januari 2023 telde Beekbergen 4.925 inwoners. Van dat aantal woonde drie vijfde in de kern van het dorp.
Centraal door de kern van Beekbergen loopt de Dorpstraat, waarlangs zich het merendeel van de winkels en horecagelegenheden bevindt. Ook bevindt zich daar het multifunctioneel centrum "De Hoge Weye", waarin onder andere de enige basisschool van het dorp, de uit 1818 stammende OBS Beekbergen, is gevestigd. In de buurt van de Dorpstraat bevindt zich eveneens de uit de 15e eeuw stammende Hervormde kerk. Ook is er in Beekbergen een kerkgebouw van de Gereformeerde Gemeenten, de Eben-Haëzerkerk, die gebouwd werd in 2021 en 600 zitplaatsen heeft. Dit gebouw is de opvolger van de in 1960 op dezelfde plek gebouwde en in 2020 gesloopte oude Eben-Haëzerkerk.
Beekbergen is ontstaan in de 11e eeuw na de bouw van een voorganger van de huidige Hervormde kerk. In 1860 begon een bevolkingsgroei die zich voornamelijk in de 20e eeuw voordeed. Die bevolkingsgroei heeft het dorp zijn huidige omvang gegeven.

## Geschiedenis

### Vroegste bewoning
In het neolithicum kreeg de Veluwe rond 5.000 v. Chr. zijn eerste permanente bewoners. Die bewoners leefden van de landbouw en brandden oerbossen af om daar akkers te beginnen. Doordat er geen mest werd gebruikt raakten de akkers snel uitgeput en wanneer dat gebeurde trokken de bewoners verder om elders hetzelfde te doen. De uitgeputte en verlaten akkers werden vervolgens heidevelden. Men ging in het gebied zo te werk tot 450 n. Chr. Overblijfselen van die bewoning die in Beekbergen zijn gevonden, zijn twee grafheuvels uit het neolithicum of uit de bronstijd, beide in het bos van Beekbergen, en een urnenveld bij de huidige Achterste Kerkweg uit de periode tussen 1.100 v.Chr. en 12 v.Chr.

### Middeleeuwen
In 450 n. Chr. in de vroege middeleeuwen begonnen de boeren langzaam anders te werk te gaan; de heiden werden intensiever gebruikt en er ontstonden akkercomplexen. Die akkercomplexen bestonden uit landen die afwisselend dienstdeden als akker en als weidegrond voor het vee. Mede door een extreme droogte die in de 10e en 11e eeuw plaatsvond en de wijze van landbouw ontstonden grote zandverstuivingen. Daarnaast werd het bos ook aangetast door het vee, dat vrij in het bos rondliep. In de latere middeleeuwen ontdekte men dat dat de zandverstuivingen veroorzaakte en liet men de dieren minder door het bos lopen. In de vroege middeleeuwen leefden de bewoners naast van de landbouw en de jacht ook van de ijzerwinning op de Veluwe. In Beekbergen zijn diverse voormalige ijzerwinningskuilen gevonden.
Ook werd in de middeleeuwen de kerk van Beekbergen gebouwd. In de 11e eeuw werd er in opdracht van een kapittel een tufstenen kerk gebouwd in Beekbergen op de locatie waar zich de huidige kerk bevindt. De kerk is mogelijk echter eerder gebouwd; zo zou de missionaris Liudger (742-809) in Beekbergen een houten kerk hebben gebouwd. Daarvoor is echter geen archeologisch bewijs gevonden. Door de bouw van de kerk aan de huidige Dorpstraat ontstond langs die weg een lintnederzetting ten zuiden van een andere op dat moment bestaande lintnederzetting langs de Oude Beek. In de nederzetting ontstond in de middeleeuwen een basisschool die nauw samenwerkte met de kerk van het dorp.
De eerst bekende vermelding van het dorp Beekbergen met zijn naam komt uit de hoge middeleeuwen. Zo vond er volgens een geschrift uit 1243 een rechtszitting plaats op de Uchtelerberg in de buurt van Beekbergen (in het geschrift Bekberge genoemd). De precieze Latijnse tekst is: "in monte, qui dicitur Uchtelerberg, prope Bekberge". Op die berg in Ugchelen bevond zich het Herenhul, waar tot de 17e eeuw werd rechtgesproken. In dezelfde eeuw werd begonnen met de ontginning van de moerasbossen die zich in het beekdal van de Oude Beek bevonden. De grond werd gebruikt als weiland voor runderen en door de ontginning groeide de totale oppervlakte van de landbouwgrond.

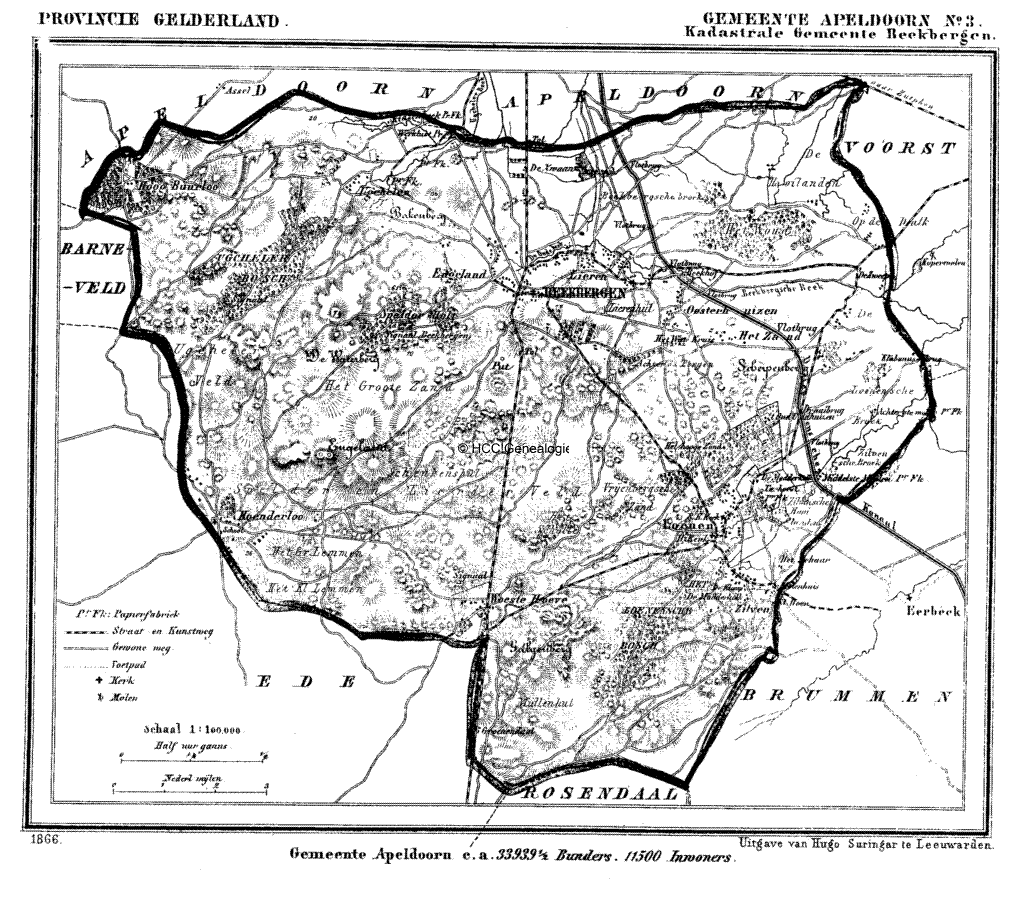
Kaart van de kadastrale gemeente Beekbergen uit 1866. De grenzen komen overeen met die van het vroegere kerspel Beekbergen tot 1653.

### Enken
Later in de middeleeuwen werden de akkers nog intensiever gebruikt door middel van plaggenbemesting. Om de mest op te slaan gingen de schapenkooien tevens dienstdoen als potstal. Door de bemesting konden akkers permanent gebruikt worden en waren landbouwers niet meer gedwongen bossen te kappen. De akkers groeiden uit tot een groot complex, een enk. Beekbergen en zijn omgeving werden lange tijd gedomineerd door die enk. De enk omvatte Beekbergen, het naastgelegen dorp Lieren en de directe omgeving van die dorpen. De enk werd in het zuidwesten begrensd door een hakhouten enkwal om het ontsnappen van vee, het binnendringen van wild en het binnendringen van opstuivend zand te voorkomen.
Landbouwers beheerden de enken gezamenlijk en zij waren georganiseerd in een marke, de Lierder Mark, waarvan het grondgebied verder liep tot in de huidige gemeente Voorst. Naast op economisch gebied waren de landbouwers ook religieus georganiseerd in een kerspel, die Beekbergen, Lieren, Loenen en Hoenderloo omvatte. De belangrijkste kerk van dat kerspel bevond zich in Beekbergen. Loenen splitste zich echter in 1653 af van het kerspel en ging een eigen kerspel vormen.

### Papierindustrie

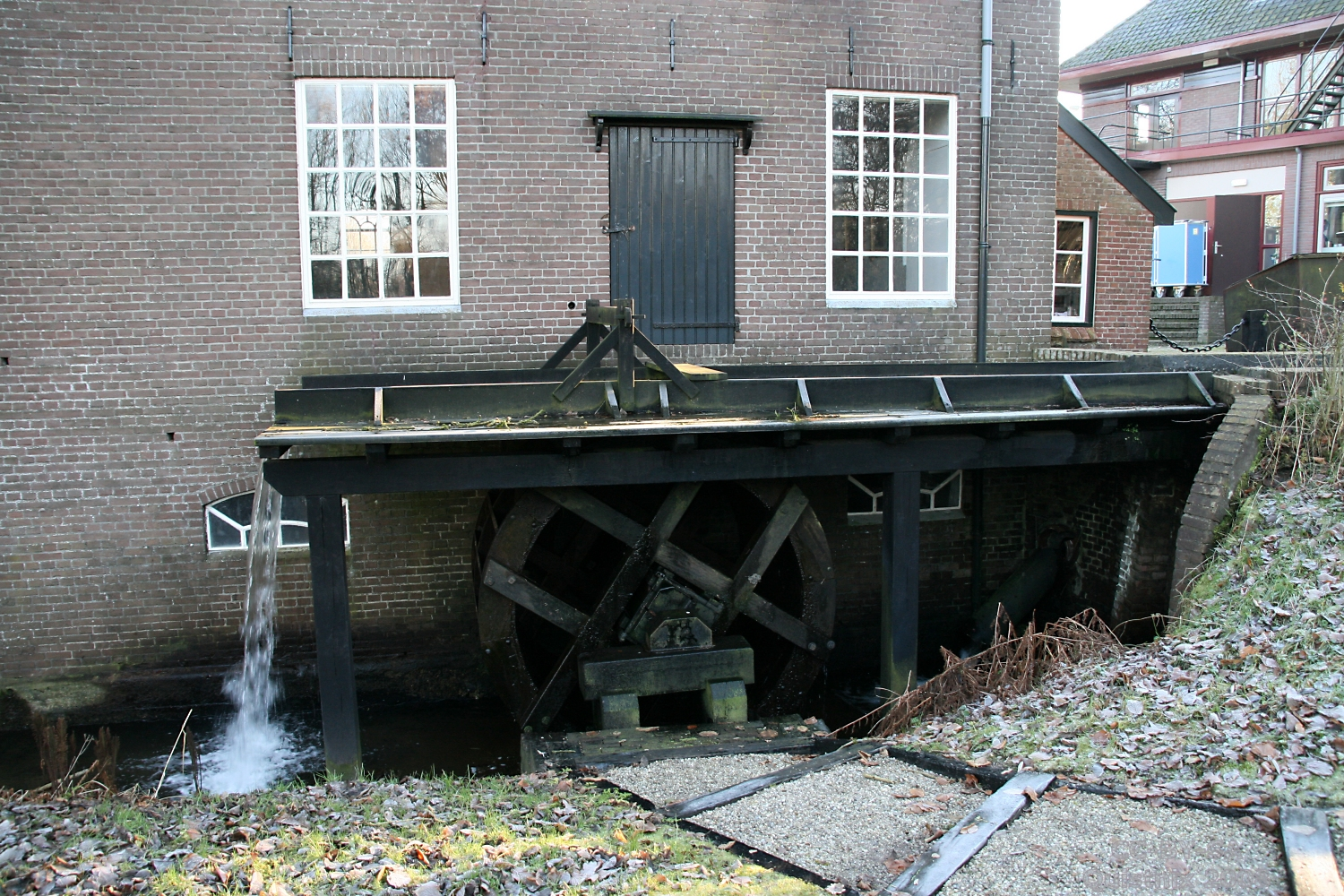
De Ruitersmolen

Vanaf het einde van de 16e eeuw begon de papierindustrie zich op de Veluwe te ontwikkelen. Het papier moest toen namelijk zelf worden gemaakt, omdat door de toen heersende oorlogen de aanvoer van papier werd belemmerd. In het huidige Beekbergen verschenen langs de Oude Beek drie watermolens, de Ruitersmolen die rond het jaar 1693 werd gebouwd, de Tullekensmolen uit 1535 en nog een molen met dezelfde naam, die voor 1680 werd gebouwd. Alle drie de molens dienden vanaf hun ingebruikname als papiermolen op de uit 1535 stammende Tullekensmolen na; die molen werd in 1601 omgebouwd tot een papiermolen en diende daarvóór als korenmolen. Door de uitvinding van de stoommachine namen papierfabrieken de werkzaamheden eind 19e eeuw over. Veel watermolens op de Veluwe werden toen omgebouwd tot wasserijen.
De Ruitersmolen is in de jaren 80 overgenomen door de stichting Ruitersmolen en, na jaren van verval, weer in oude luister hersteld.

### Verandering van omgeving
In de 19e eeuw werd begonnen met herbebossing om zo de zandverstuivingen die in de vroege middeleeuwen waren ontstaan terug te dringen. De zandverstuivingen waren ontstaan door de manier van landbouwen en hadden in 1850 hun hoogtepunt op de Veluwe bereikt. De herbebossing werd gefinancierd door rijke particulieren, maar later vooral door de Nederlandsche Heidemaatschappij. Ook werd in 1907 en 1908 op een zandverstuiving het landgoed Spelderholt opgericht. In de negentiende eeuw werd tegen die trend in echter ook een belangrijk broekbos, het Beekbergerwoud, ontgonnen, dat tot zijn ontginning in 1871 bekendstond als het enige overgebleven oerbos van Nederland. In 1880 werd kunstmest geïntroduceerd en daardoor was het niet meer nodig om op de heiden schapen te houden. De kunstmest zorgde tevens voor een definitief einde aan de marken, doordat ook andere gebieden buiten de enk geschikt werden voor landbouw. De grond van de Lierder Mark werd verkocht aan grootgrondbezitters en rijke burgers. Doordat er meer grond beschikbaar kwam werden akkers op de enk omgevormd tot graslanden en bossen.

### Ontwikkeling tot dorp
In de 19e eeuw werd eveneens een grote bijdrage geleverd aan de infrastructuur in Beekbergen en zijn omgeving die onder andere zorgde voor de bevolkingsgroei die in de jaren 1860 op gang kwam. Voorbeelden daarvan zijn de aanleg van het Apeldoorns Kanaal in 1868 en de aanleg van een spoorweg in 1887. Daarnaast werden ook veel zandwegen verhard. Door die verbeteringen van de infrastructuur veranderde Beekbergen in de 20e eeuw van een dorp bestaande uit enkele hoofdwegen met daarlangs boerderijen tot een dorp met een dorpskern en voorzieningen. Ook bevond zich toen langs de Oude Beek een tweede nederzetting in het huidige grondgebied van Beekbergen die gescheiden was van de nederzetting langs de Dorpstraat. In de 20e eeuw groeiden de twee nederzettingen aan elkaar.
Ook werd Beekbergen een populaire plaats voor medische instellingen, verzorgingstehuizen en tehuizen voor verslaafden door zijn ligging aan de rand van de Veluwe. De natuurlijke omgeving was namelijk goed voor patiënten. Dat gold vooral voor mensen met tuberculose of zenuwziekten. Bovendien was de grond buiten de stad goedkoper. In 1929 werd in Beekbergen het verpleeghuis Het Zonnehuis opgericht en het was daarmee het eerste verpleeghuis van Nederland. Na de Tweede Wereldoorlog deed zich vervolgens een belangrijke verandering van het landbouwgebied voor; in 1954 werd begonnen met een herverkaveling, waarbij percelen werden herverdeeld. Tijdens die herverdeling werd tevens het wegennet licht gewijzigd.
Ook ontwikkelde zich in de 20e eeuw het toerisme in Beekbergen, tevens door de ligging aan de rand van de Veluwe. Eerst waren er in Beekbergen vooral pensions voor rijkere burgers, maar na de Tweede Wereldoorlog kwamen er ook veel vakantieparken, campings en hotels. Vervolgens verdwenen de meeste pensions. Het gebied is vooral populair onder binnenlandse vakantiegangers. De ANWB hielp de toeristensector door het aanleggen van wandel- en fietspaden en het plaatsen van bewegwijzering. Bovendien zorgde de oprichting van de Veluwsche Stoomtrein Maatschappij, die onder andere opereert vanaf station Beekbergen, in 1975 voor een groei van het toerisme. Datzelfde geldt voor de Veluwse Avondmarkt, die ook rond die tijd werd opgericht. Deze braderie, die wekelijks in de zomermaanden wordt georganiseerd, trekt tussen 8.000 en 15.000 mensen.
In de tweede helft van de 20e eeuw overkwam Beekbergen zijn grootste bevolkingsgroei, door het planmatig bouwen van rijtjeshuizen en twee-onder-een-kapwoningen.

## Geografie
Beekbergen is gelegen aan de rand van de Veluwe en eveneens op de rand van die stuwwal, die op dat punt overgaat in de IJsselvallei. Door zijn ligging op de flank van die stuwwal is het dorp een flankesdorp. De stuwwal is ontstaan tijdens het Saalien. De geologie van het dorp met een variatie van beekdalen en dekzanden heeft het dorp een aantrekkelijke plaats voor bewoning gemaakt. De dekzanden zijn ontstaan tijdens het Weichselien, de vorige ijstijd. Doordat de Noordzee destijds droog lag, bracht de wind het zand van de bodem van de Noordzee naar het huidige vasteland van Nederland. De laatste ijstijd zorgde daarnaast voor erosie van de stuwwal, doordat smeltwater over het land stroomde. Omdat de grond permanent bevroren was, kon het smeltwater niet de grond in. Door het natter wordende klimaat ontstonden op de dekzanden bossen in Beekbergen en zijn omgeving. Door het verdwijnen van veel planten ontstonden er later in het gebied nog podzolgronden. Recenter is het landschap van Beekbergen veranderd door vroegere landbouwmethodes. Voorbeelden van overblijfselen daarvan zijn de wildwallen en de open akkers die werden gebruikt voor landbouw met behulp van heidevelden.
Door Beekbergen loopt één beek, de Oude Beek, die in voorgaande eeuwen werd gebruikt om watermolens in beweging te brengen. Die watermolens werden gebruikt voor het malen van graan en het produceren van papier. De beek loopt door een beekdal.

## Demografie
Beekbergen telde op 1 januari 2023 in totaal 4.925 inwoners en was daarmee, na Apeldoorn zelf en Ugchelen, de derde plaats van de gemeente Apeldoorn. Van dat aantal woonden 2.526 inwoners (51%) in de kern van het dorp. Vergeleken met 2000 is het inwoneraantal gestegen met ruim 140 inwoners. Met name aan het begin van die periode nam het aantal inwoners sterk af en behaalde in 2011 met 4.255 inwoners het dieptepunt van die periode, maar de daaropvolgende jaren is de bevolking licht gestegen.

## Sport
Beekbergen beschikt over een sportpark vlak ten zuiden van de kern van het dorp en er zijn daarnaast nog enkele sportfaciliteiten gevestigd. De meeste sportfaciliteiten zijn opgericht in de 20e eeuw. In het sportpark De Veldhof bevinden zich een sporthal onder beheer van Accres met de naam De Hiethof, een in 1978 opgerichte tennisvereniging en de in 1930 opgerichte voetbalclub VV Beekbergen, die in het seizoen 2016/17 uitkomt in de vierde klasse. De andere sportfaciliteiten omvatten een ruiterclub genaamd Riant, een fitnesscentrum en een turnzaal van de Koninklijke Nederlandse Gymnastiek Unie, die in het bos gesitueerd is. In dat gebouw bevindt zich tevens het hoofdkantoor van die organisatie.

## Transport
Door Beekbergen lopen twee snelwegen, namelijk de A1, waarvan zich één afslag binnen het grondgebied van Beekbergen bevindt, en de A50, waarvan zich twee afslagen in het dorp bevinden. Ten noordoosten van Beekbergen vormen die twee snelwegen een knooppunt, dat naar Beekbergen vernoemd is. De A50 vormt de belangrijkste verbinding tussen Apeldoorn en Arnhem, maar in de eeuwen vóór de aanleg van die snelweg, zorgde de Arnhemseweg voor die verbinding. Het traject van de Arnhemseweg binnen Beekbergen (tussen afslag Hoenderloo en de A1 op de grens met de stad Apeldoorn) vormt hedendaags de N788. Naast de N788 loopt ook de N786 door Beekbergen. Die weg begint bij de Arnhemseweg en loopt respectievelijk onder de naam Dorpstraat, Loenenseweg en Beekbergerweg door naar Loenen ten zuidoosten van Beekbergen.
Door Beekbergen lopen buslijn 43 en ComfortRRReis 302 tussen Apeldoorn en Arnhem, die geëxploiteerd worden door Hermes onder de naam RRReis (lijn 43 rijdt ook onder de naam Breng). Langs buslijn 43 zijn zes bushaltes in Beekbergen gesitueerd en langs buslijn 302 zijn dat er vijf. Ook loopt er op de grens tussen Beekbergen en Lieren de in 1887 geopende spoorlijn Dieren - Apeldoorn. Sinds 1975 wordt die spoorlijn gebruikt door de Veluwsche Stoomtrein Maatschappij voor toeristische treinritten met stoomtreinen. In 2004 werd de spoorlijn ook eigendom van die maatschappij.

## Bekende personen

### Geboren
- Carel Frederik Wesselman (1746 - 1825), heer van Helmond
- Evert-Jan Boks (1839 - 1914), Nederlands-Belgisch kunstschilder
- Johnny van Doorn (1944 - 1991), Nederlandse schrijver, dichter en voordrachtskunstenaar
- Frithjof Foelkel (1945), Nederlands natuurkundige, schrijver en zweefvliegtuiginstructeur
- Marga Kool (1949), Nederlands schrijfster, dichteres en politica
- Bea Wiarda (1959), Nederlandse atlete

### Overleden
- Marten Orges (~1560 - 1626), Nederlandse papiermaker
- Henriëtte Sarah Hartsen (1860 - 1946), lid van de familie Hartsen
- Anton Harthoorn (1866 - 1937), Nederlandse zwemmer en waterpolospeler
- Adriaan Fokker (1887 - 1972), Nederlands natuurkundige en musicus
- Alfred Haighton (1896 - 1943), Nederlands miljonair en financier van diverse fascistische en nationaalsocialistische bewegingen
- Gulian Tutein Nolthenius (1904 - 1992), Nederlands burgemeester en militair
- Jacques den Haan (1908 - 1982), Nederlands schrijver
- Guus Kiel (1913 - 2013), Nederlands sergeant-vlieger
- Rita Corita (1917 - 1998), Nederlands zangeres
- Herman Nuss (1920 - 2002), Duits schakelkastfabrikant, kunstschilder, slakkenkweker

### Woonachtig geweest
- Jan Jozua Barendsen (1882-1944), militair
- Julia Burgers-Drost (1938-2013), schrijfster
- Willem Kolff (1911-2009), internist, die de eerste kunstnier uitvond